# Miha Lapornik
Miha Lapornik (Celje, 18 ottobre 1993) è un cestista sloveno.

## Palmarès
- Campionato slovacco: 1

Levice: 2022-2023